# Евфимий Солунский
Евфимий Солунский (Новый, Младший греч. Εὐθύμιος ὁ Νέος τοῦ ἐν Θεσσαλονίκῃ — Евфимий Новый Фессалоникийский, до пострига — Никита; 824 год, Опсо под Анкирой (совр. Анкара) — 15 октября 898 года, Палестина) — иеродиакон, аскет. Православный святой, почитается в лике преподобных, память совершается 28 октября (15 октября по юлианскому календарю).
Родился в христианской семье, по настоянию матери рано женился, но уже в 18 лет, оставив жену и дочь, принял постриг в монастыре на горе Олимп с именем Евфимий и был направлен в общежительный монастырь Писидион. В 858 году Евфимий принял великую схиму и ушёл на Афон, где поселился вместе с отшельником Иосифом. Они соревновались друг с другом в умерщвлении плоти. Когда молва о его подвижничестве стала распространяться, Евфимий укрылся от людей на острове Святого Евстратия рядом с Афоном. В 863 году он вернулся в Салоники и принял подвиг столпничества. После смерти своего друга Иосифа Евфимий переселился на гору Перистера к востоку от Салоник и, восстановив развалины монастыря Святого Андрея, организовал монашескую общину. Он основал также женский монастырь, куда ушла часть его родственниц, следуя проповеди Евфимия. Когда жизнь основанных им монастырей стала устойчивой, он вновь вернулся на Афон. Перед смертью в 898 году он отправился в Палестину и там скончался. Его мощи были перевезены в Салоники, где хранятся в базилике Святого Димитрия.
Первое житие Евфимия было составлено его учеником архиепископом Василием.